# Trachelas himalayensis
Trachelas himalayensis là một loài nhện trong họ Trachelidae.
Loài này thuộc chi Trachelas. Trachelas himalayensis được Biswamoy Biswas miêu tả năm 1993.